# Гребенюк Олексій Михайлович
Олексі́й Миха́йлович Гребеню́к (нар. 3 квітня 1969 — пом. 17 грудня 2018) — сержант Збройних сил України, учасник російсько-української війни.

## Життєпис
Народився 1969 року в місті Кролевець (Сумська область). У 1984 році закінчив 8 класів Кролевецької ЗОШ № 2; в травні 1987-го — Глухівське СПТУ-15 за фахом столяра-тесляра. Протягом 1987—1989 років проходив строкову службу у 103-ій повітряно-десантній дивізії — на посаді начальника радіостанції та командира відділення. Брав участь у бойових діях в Афганістані, нагороджений медаллю «За бойові заслуги». Працював в міжрайоному управлінні водного господарства «Сумиводгосп».
З 14 березня 2015 до квітня 2016 року проходив службу за мобілізацією в зоні боїв, 17-та танкова бригада. У червні 2017-го підписав контракт і повернувся на фронт; сержант, снайпер 72-ї бригади.
7 листопада 2018 року зазнав тяжкого поранення у живіт, з ушкодженням внутрішніх органів, поблизу селиша Новолуганське. З військового госпіталю Бахмута був доставлений до реанімації в місто Харків, звідки 13 листопада літаком переправлений до Києва. 40 діб боровся за життя, 17 грудня помер у Головному військовому госпіталі, не приходячи до свідомості.
21 грудня 2018 року похований у Кролевці на Варварівському кладовищі; у Кролевецькому районі оголошено жалобу.
Без Олексія лишились дружина Тетяна, син та донька.

## Нагороди та вшанування
Указом Президента України № 26/2019 від 31 січня 2019 року «за особисту мужність і самовіддані дії, виявлені у захисті державного суверенітету та територіальної цілісності України, зразкового виконання військового обов'язку» — нагороджений орденом «За мужність» III ступеня (посмертно).
- медаль «За бойові заслуги»
- відзнака Начальника Генерального Штабу Збройних сил України «Учасник АТО»
- відзнака Президента України «За участь в антитерористичній операції»
- 28 січня 2019 року на фасаді Кролевецької загальноосвітньої школи № 2 відкрито меморіальну дошку Олексію Гребенюку.

Вшановується в меморіальному комплексі «Зала пам'яті», в щоденному ранковому церемоніалі 17 грудня.